# Éxitos en vivo (álbum de La Mafia)
Éxitos En Vivo es el título del primer álbum en vivo lanzado por el grupo de música tejana La Mafia el 28 de febrero de 1995. Este álbum se convirtió en su primer número uno en la lista Billboard Top Latin Albums . Recibió una nominación a un premio Grammy por Mejor Álbum Mexicano/Mexicano-Americano .

## Lista de canciones
Fuente: Billboard .

| N.º | Título                            | Escritor(es)                | Duración |  |
| 1.  | «Introducción»                    |                             | 0:46     |  |
| 2.  | «Nadie»                           | Armando Larrinaga           | 3:43     |  |
| 3.  | «Toma mi amor»                    | Armando Larrinaga           | 3:34     |  |
| 4.  | «Ahora y siempre»                 | Ricardo Quijano             | 4:13     |  |
| 5.  | «Mi llamada»                      | Homero Rodriguez            | 3:38     |  |
| 6.  | «Estas tocando fuego»             | Jorge Luis Piloto           | 3:43     |  |
| 7.  | «Donde el viento me lleve»        | E.J. Ledesma                | 2:17     |  |
| 8.  | «Si tu me quisieras»              | Juan Carlos Pérez           | 1:53     |  |
| 9.  | «Yo me moriré»                    | Juan Carlos Pérez           | 3:17     |  |
| 10. | «Cambiando la historia»           | Homero Rodríguez            | 3:25     |  |
| 11. | «Me estoy enamorando»             | Armando Larrinaga           | 4:25     |  |
| 12. | «Como me duele amor»              | Ricardo Quijano             | 2:26     |  |
| 13. | «Nuestra canción»                 | Ricardo Quijano             | 2:15     |  |
| 14. | «Me duele estar solo (Dance Mix)» | Luis Gerardo Padilla        | 3:51     |  |
| 15. | «Let It Be»                       | John Lennon, Paul McCartney | 3:57     |  |

## Rendimiento en listas
| Listas (1995)                     | Posición |
| --------------------------------- | -------- |
| Billboard Top Latin Albums        | 1        |
| Billboard Regional Mexican Albums | 5        |
| Billboard Latin Pop Albums        | 5        |
| Billboard Top Heatseekers         | 26       |